# Monte Carmelo (Minas Gerais)
Monte Carmelo is een gemeente in de Braziliaanse deelstaat Minas Gerais. De gemeente telt 45.975 inwoners (schatting 2009).

## Aangrenzende gemeenten
De gemeente grenst aan Abadia dos Dourados, Coromandel, Douradoquara, Estrela do Sul, Grupiara, Iraí de Minas, Patrocínio en Romaria.